# The Highest Mountain
The Highest Mountain è un album discografico a nome di Clifford Jordan and The Magic Triangle, pubblicato dall'etichetta discografica danese SteepleChase Records nel 1975.

## Tracce
Lato A
1. Bearcat – 6:46 (Clifford Jordan)
2. Seven Minds – 9:28 (Sam Jones)
3. Impressions of Scandinavia – 4:48 (Clifford Jordan)

Lato B
1. The House on Maple Street – 7:35 (Cedar Walton)
2. Miss Morgan – 5:55 (Sam Jones)
3. The Highest Mountain – 9:18 (Clifford Jordan)

Edizione CD del 1995, pubblicato dalla SteepleChase Records (SCCD 31047)
1. Bearcat – 6:46 (Clifford Jordan)
2. Seven Minds – 9:28 (Sam Jones)
3. Impressions of Scandinavia – 4:48 (Clifford Jordan)
4. Scorpio – 3:45 (Sam Jones) – Bonus Track - Alternate Take
5. Firm Roots – 6:36 (Cedar Walton) – Bonus Track - Alternate Take
6. The House on Maple Street – 7:35 (Cedar Walton)
7. Miss Morgan – 5:55 (Sam Jones)
8. The Highest Mountain – 9:18 (Clifford Jordan)

## Musicisti
- Clifford Jordan - sassofono tenore, flauto
- Cedar Walton - pianoforte
- Sam Jones - contrabbasso
- Billy Higgins - batteria

Note aggiuntive
- Nils Winther - produttore
- Registrato e mixato il 18 aprile 1975 al Trixi Tonstudio di Monaco di Baviera, Germania
- Heinz Gärtig - ingegnere delle registrazioni e del mixaggio
- Lissa Winther - design copertina e fotografie
- Jørgen Frigård - note sull'album[1]